# مقاطعة كوف آب
مقاطعة كوف آب (بالفارسية: ولسوالی کوف‌آب) هي واحدة من 28 مقاطعة من ولاية بدخشان في شرق أفغانستان. تم إنشاؤه في عام 2005 من جزء من مقاطعة خواهان ويقطنها حوالي 21400 نسمة. تقع هذه المقاطعة على حدود مقاطعات خواهان، وشكي، ونسي، وميمي، وراغستان، ومع مقاطعة درواز بمقاطعة بدخشان الجبلية ذاتية الحكم الطاجيكية.